# Thomas Lord Cromwell

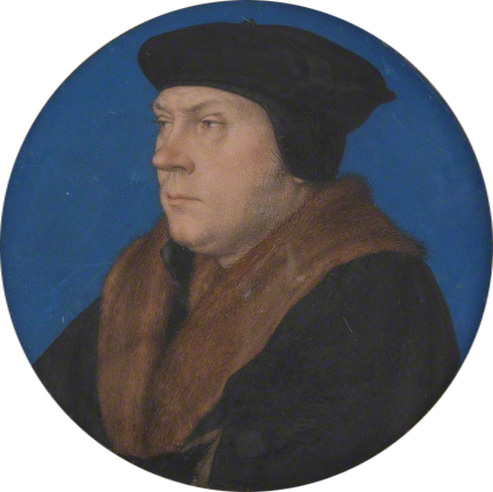
Hans Holbein młodszy, Portret Thomasa Cromwella

Thomas Lord Cromwell – kronika opisująca losy Thomasa Cromwella, dworzanina Henryka VIII, napisana około 1600 roku. Jej autorstwo było przypisywane Williamowi Shakespeare’owi.
Po raz pierwszy została wydana w 1602 roku. Strona tytułowa stwierdza, że wystawiała ją Trupa Lorda Szambelana, zaś jej autorem jest „W.S.”, informacja ta pojawia się także na okładce wydania z 1613 roku.
Początkowo przyjmowano, że inicjały „W.S.” oznaczają właśnie Szekspira, sztuka ta została opublikowana w Trzecim Folio, będącym zbiorem jego dzieł, w 1664 roku.
Obecnie jednak badacze zaprzeczają temu, aby autorem tego dzieła był pisarz ze Stratford, istnieje hipoteza, mówiąca, że napisał go Wentworth Smith.